# Aderus boliviensis
Aderus boliviensis is een keversoort uit de familie schijnsnoerhalskevers (Aderidae). De wetenschappelijke naam van de soort werd in 1909 gepubliceerd door Maurice Pic.